# John Riordan
John Francis Riordan (22 avril 1903 – 27 août 1988) est un mathématicien américain, pionnier de la combinatoire. Il est notamment l'auteur de deux ouvrages fondateurs en combinatoire : Introduction à l'analyse combinatoire et Identités combinatoires.

## Vie privée
Lors de ses études à l'université Yale, il a écrit un certain nombre de poèmes et d'essais, puis un livre de nouvelles, On the Make, publié en 1929. Il a épousé Mavis McIntosh, poétesse 
et agent littéraire, fondatrice fondatrice de l'agence littéraire McIntosh & Otis (en). Le couple a eu deux filles : Sheila B. Riordan et Kathleen T. Riordan Speeth. Ils résidaient à Hastings-on-Hudson.

## Vie professionnelle
La longue carrière professionnelle de Riordan s'est déroulée aux Laboratoires Bell, qu'il a rejoints en 1926 (un an après sa fondation) et où il est resté, publiant plus d'une centaine d'articles scientifiques sur l'analyse combinatoire, jusqu'à sa retraite en 1968. Il a ensuite rejoint la faculté de l'université Rockefeller en tant que professeur émérite. Un Festschrift a été publié en son honneur en 1978.
Tout au long de sa vie, Riordan a mené une vie littéraire active, avec de nombreux amis distingués tels que Kenneth Burke, William Carlos Williams et AR Orage.
Il a notamment été rédacteur en chef de Salient et The Figure in the Carpet, des magazines littéraires publiés par The New School for Social Research à New York.

## Travaux
Les premières publications de Riordan, alors ingénieur chez Bell Labs, portent sur l'électrotechnique. Ce regard d'ingénieur subsiste dans son livre sur les files d'attentes Stochastic Service Systems, publié en 1962. En 1936, il entame une reconversion thématique qui va dicter le restant de sa carrière de mathématicien en se tournant vers la combinatoire. Cela fera dire à Mark Kac dans son hommage à Riordan que « même si on ne naît pas combinatoricien, mais qu'on le devient, alors on le reste toute sa vie ».
En combinatoire, Riordan a beaucoup étudié les formules binomiales, 
et d'autres identités combinatoires, notamment avec des méthodes 
de calcul ombral, dont il fut le principal promoteur avant que celui-ci ne soit ensuite plus profondément assis sur des bases rigoureuses par l'école de Gian-Carlo Rota.
Les deux livres de Riordan Introduction à l'analyse combinatoire (en 1958)
et Identités combinatoires (en 1968) furent les principaux ouvrages en combinatoire
depuis l'ouvrage Combinatory analysis de Percy MacMahon en 1916.
Avec d'autres combinatoriciens tels George Pólya, Leonard Carlitz (qui fut son coauteur à plusieurs reprises), puis Louis Comtet, il a contribué à faire progresser la théorie des séries génératrices, préparant la révolution apportée notamment par les travaux de Marcel-Paul Schützenberger (pour les interactions avec la combinatoire algébrique), Richard Stanley (pour les interactions avec la combinatoire énumérative) et de Philippe Flajolet (pour les interactions avec la combinatoire analytique).
Les tableaux de Riordan, une structure créée par le mathématicien Louis W. Shapiro, furent nommés ainsi en l'honneur de John Riordan.

## Hommage
Dans son introduction au numéro spécial du JCTA en l'honneur de John Riordan, Mark Kac a écrit :
« Au premier rang des gardiens de la flamme combinatoire à peine vacillante se trouvait John Riordan. Le travail de John en théorie combinatoire (ou analyse combinatoire comme il préfère l'appeler) est résolument classique dans son esprit et son apparence. Bien que largement tolérant envers la modernité, il ne laisse personne oublier que l'analyse combinatoire est l'art et la science du comptage (énumération est le mot qu'il préfère) et qu'une fonction génératrice par n'importe quel autre nom ou définition est toujours une fonction génératrice. »
Voici un extrait d'une interview de Neil Sloane publiée par Bell Labs :
« À la fin de ma première année en tant qu'étudiant diplômé à Cornell, en 1962, j'ai réussi à trouver un emploi d'été aux Bell Labs à Holmdel. Cela portait sur des réseaux à coût minimal. Au cours de cet été, j'ai rencontré un autre de mes héros, John Riordan, l'un des grands pionniers de la combinatoire. Son livre Une introduction à l'analyse combinatoire est un classique. Il travaillait à l'époque aux Bell Labs de West Street à Manhattan. L'un de mes premiers articles, sur un problème qui a surgi dans mon travail de thèse, était un article conjoint avec lui. »

## Publications
- Liste des publications mathématiques de John Riordan indexées par zbMATH.
- John Riordan, On the Make, Farrar & Rinehart (en), 1929 (OCLC 7532863) (regroupe 14 petites nouvelles)
- Carlitz et Riordan, « The number of labeled two-terminal series-parallel networks », Duke Mathematical Journal, vol. 23, no 3,‎ 1956, p. 435–445 (DOI 10.1215/S0012-7094-56-02340-7, lire en ligne)
- John Riordan, Introduction to Combinatorial Analysis, Princeton University Press, 1958 (ISBN 978-0-691-02365-6, lire en ligne)[6] (reissued in 1980; reprinted again in 2002 by Courier Dover Publications) traduit en russe en 1962.
- John Riordan, Stochastic Service Systems, John Wiley & Sons, 1962 (LCCN 62008785, lire en ligne )
- John Riordan, Combinatorial Identities, John Wiley & Sons, 1968 (OCLC 681863847, LCCN 67031375, lire en ligne )[7] (reprinted with corrections: John Riordan, Combinatorial Identities, R.E. Krieger Pub. Co., 1979 (ISBN 978-0-88275-829-9))